# Wanda Gołkowska

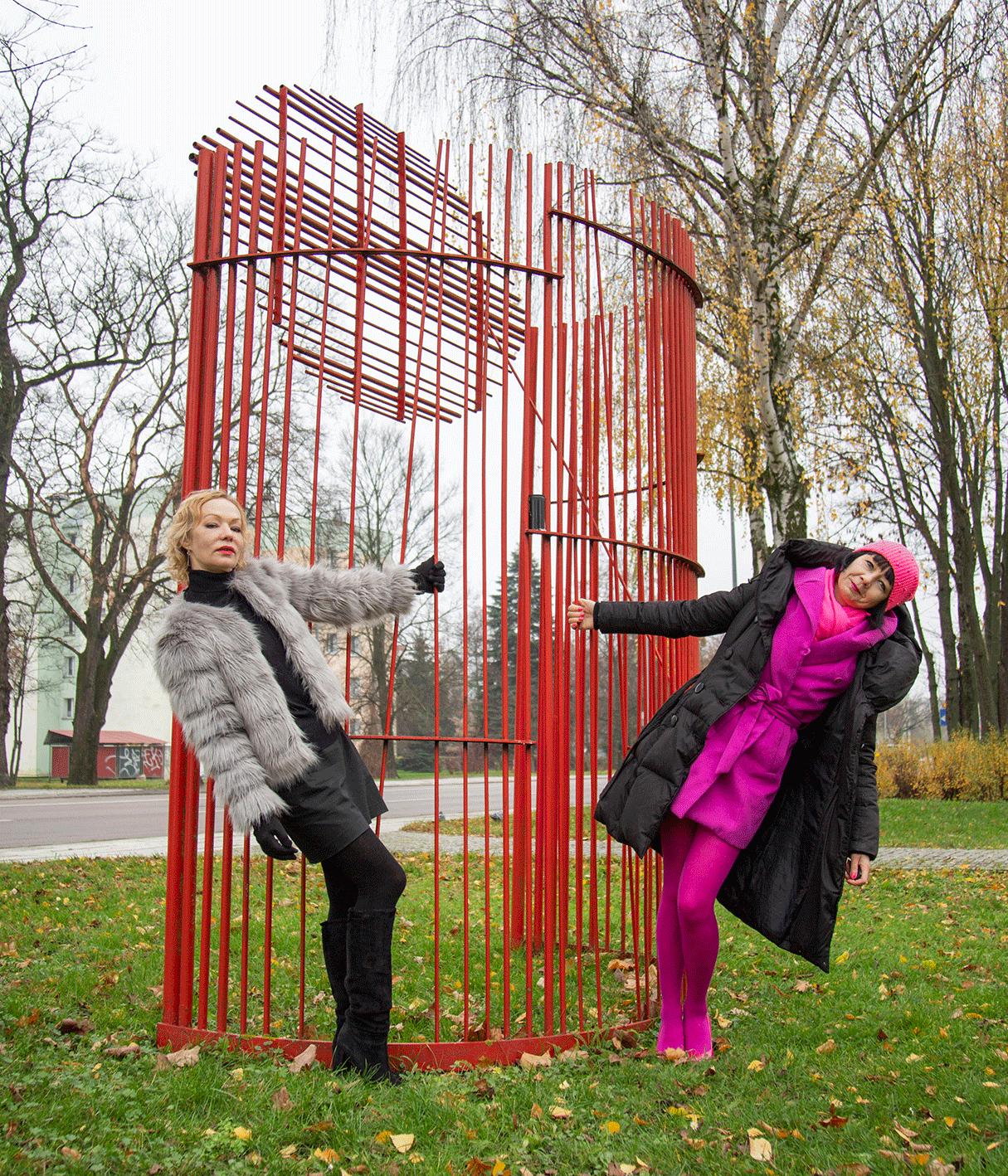
Forma przestrzenna w Elblągu, powstała w 1965 r. w czasie I Biennale Form Przestrzennych, na zdjęciu wraz z artystkami: Agatą Zbylut i Iwoną Demko, które oddają hołd autorce w ramach projektu Marzycielki, realizowanego w Centrum Sztuki Galeria EL

Wanda Gołkowska (ur. 17 grudnia 1925 w Rzeszowie. zm. 7 sierpnia 2013 we Wrocławiu) – polska artystka, malarka, autorka rysunków, form przestrzennych, akcji artystycznych, przedstawicielka polskiego konceptualizmu, sztuki pojęciowej i mail artu oraz sztuki posługującej się językiem geometrii.

## Życiorys
Wanda Gołkowska urodziła się w Rzeszowie, jej ojciec Czesław Gołkowski był inżynierem dróg i mostów, a mama Olga (z d. Pelc) – pianistką. Ze względu na pracę ojca rodzina często zmieniała miejsce zamieszkania. Najmłodsza z trzech córek, Wanda, do szkoły podstawowej i gimnazjum uczęszczała m.in. w Grajewie, szkołę średnią rozpoczęła we Lwowie, dokąd rodzina Gołkowskich przeprowadziła się w 1939 r., a w czasie wojny kontynuowała naukę na tajnych kompletach. Działała także jako łączniczka w AK.
Po wojnie spędzonej we Lwowie, na przełomie lat 1945 i 1946 rodzina Gołkowskich znalazła się z powodu przesiedleń repatriacyjnych początkowo w Trójmieście, następnie w Toruniu, aby osiąść w 1946 roku na ziemiach odzyskanych, we Wrocławiu. Jako jedna z pierwszych studentek Wanda rozpoczęła studia w Wyższej Szkole Sztuk Pięknych (późniejszej PWSSP i ASP) organizowanej pod kierunkiem rektora Eugeniusza Gepperta. W 1950 roku poślubiła kolegę ze studiów i z pracowni – Jana Chwałczyka. Równolegle do trzeciego roku studiowała także polonistykę na Uniwersytecie Wrocławskim. Po ukończeniu studiów na Wydziale Malarstwa i obronie dyplomu w pracowni rektora, została jego asystentką. Przez lata była związana pracą pedagogiczną z wrocławską uczelnią, kształcąc pokolenia studentów. W 1980 roku została mianowana docentem, w 1989 – profesorem nadzwyczajnym, a w 1991 otrzymała tytuł naukowy profesora zwyczajnego.
W 2006 roku została odznaczona Srebrnym Medalem „Zasłużony Kulturze Gloria Artis”, a w 2011 roku uhonorowana Złotą Odznaką ZPAP.

## Twórczość i działalność artystyczna
Po ukończeniu studiów na wrocławskiej PWSSP w latach 50. Wanda Gołkowska współtworzyła grupę Poszukiwania Formy i Koloru (wraz z mężem Janem Chwałczykiem oraz Mieczysławem Zdanowiczem i Jerzym Boroniem), a następnie Grupę Wrocławską. W 1965 roku brała udział w I Biennale Form Przestrzennych w Elblągu, co upamiętnia jej forma przestrzenna usytuowana przy ul. Rycerskiej w Elblągu. W 1966 roku uczestniczyła w Sympozjum Artystów i Naukowców w Puławach, a od połowy lat 60. w najważniejszych edycjach słynnych Plenerów Koszalińskich w Osiekach.
W 1968 roku zaprezentowała swoją wystawę „Układy otwarte” we wrocławskiej Galerii pod Moną Lizą prowadzonej przez Jerzego Ludwińskiego. Eksponowane prace, będące kompozycjami mobilnymi, zbudowała z ruchomych elementów, najczęściej drewnianych klocków. Przewidywała interwencję odbiorcy w proponowane układy, włączając go w proces twórczy. Jak mówiła:
Opowiadam się w tej chwili za układami otwartymi. (…) Układ otwarty jest przeciwieństwem idealistycznej koncepcji sztuki – dążenia do jednego, absolutnego, idealnego rozwiązania, przeciwieństwem tradycyjnego pojęcia stabilności dzieła – zakłada, że istnieje matematycznie określona / nieograniczona ilość zmian, wynikająca z przesunięć mechanicznych, ruchu widza, wprowadzenia ruchu fizycznego, wprowadzenia ruchu światła. Daje odbiorcy możliwość aktywnego włączenia się w akcję. Artysta przeprowadza wybór, decyduje i przewiduje.
W latach 70. współtworzyła nurt sztuki konceptualnej, realizując m.in. swoje prace: „Dezaprobatory”, „Akcja Bezinteresownego Zwielokrotniania Materialnych Dzieł Sztuki”, „Kinestezjon”, czy przeprowadzając akcję „Ziemia” i tworząc „Kolekcje” pojęć: „Ziemi”, „Błękitów”, „Art’ów”. Na Sympozjum Wrocław ’70 zaprezentowała „Kompozycję zmienną” – przestrzenną formę mobilną, która miała stanąć na podwórkach lub placach zabaw dziecięcych jako instalacja do zabawy. Gołkowska brała udział w najważniejszych wydarzeniach artystycznych i manifestacjach sztuki tego okresu: w wystawie „Sztuka Pojęciowa” w Galerii pod Moną Lizą – 1970, Sympozjum Złotego Grona w Zielonej Górze – 1971, Plenerze Ziemia Zgorzelecka – 1971, Międzynarodowym Festiwalu w Edynburgu – 1972, „Interwencjach” w Pawłowicach – 1975, „Artycypacjach” w Dłusku – 1976 i 1977 oraz Sympozjum Jankowice – 1978. Od lat 70. współtworzyła także międzynarodową sieć mail artu.
W latach 80. i 90. w jej twórczości dominują prace o wyraźnym rygorze geometrycznym, głównie cykle rysunkowe, inspirowane ciągiem liczbowym Fibonacciego i złotym podziałem. Po roku 2000 Gołkowska powróciła do kompozycji przestrzennych z wykorzystaniem drewnianych klocków. W latach 1984–2005 brała udział w plenerach artystów posługujących się językiem geometrii, organizowanych przez Bożenę Kowalską w Białowieży, Okunince i Orońsku. W latach 90. partycypowała w inicjatywach artystycznych i wystawienniczych Gerarda Jürgena Bluma-Kwiatkowskiego w Polsce i w Niemczech. W latach 2000–2013, wraz z mężem Janem Chwałczykiem i studentami swojej pracowni nr 112 z wrocławskiej ASP, prowadziła grupę Kontynuacja i Sprzeciw.
Jej prace znajdują się w kolekcjach muzealnych m.in.: we Wrocławiu, Chełmie, Koszalinie, Elblągu, Orońsku, Warszawie, Hünfeld oraz w wielu kolekcjach prywatnych. Wraz z mężem, artystą Janem Chwałczykiem, inicjowała i organizowała życie artystyczne we Wrocławiu po II wojnie światowej. Współtworzyła najważniejsze manifestacje polskiej sztuki awangardowej II poł. XX w. W latach 1953–2006 Gołkowska uczestniczyła w około 300 wystawach, plenerach, sympozjach i akcjach artystycznych. Zaprezentowała ponad 30 wystaw indywidualnych w Polsce i za granicą. Została pochowana na Cmentarzu Osobowickim we Wrocławiu.

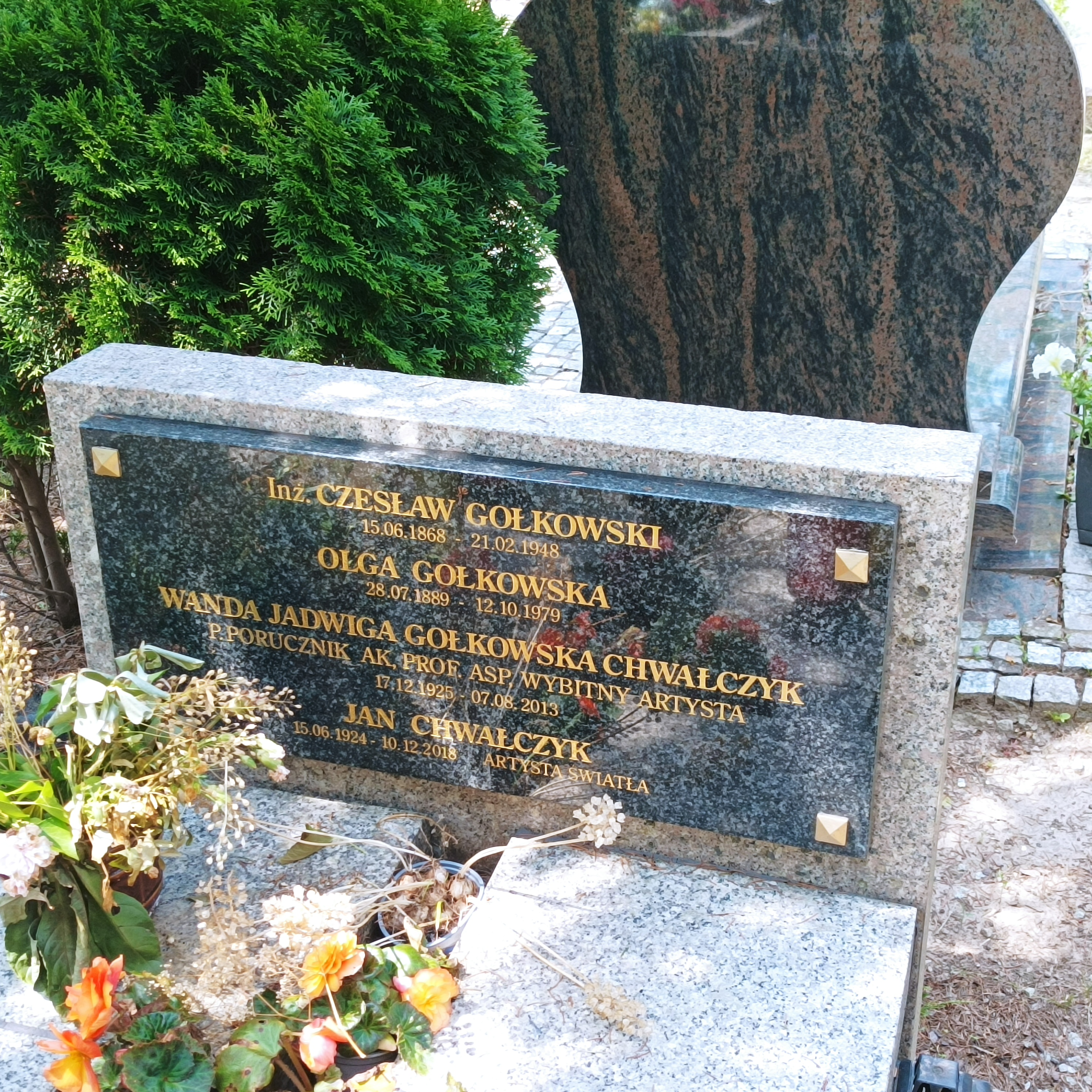
Grób Wandy Gołkowskiej i Jana Chwałczyka na Cmentarzu Osobowickim

## Galeria

Układ otwarty – Kompozycja zmienna, 1968. Praca prezentowana na wystawie „Układy otwarte” w Galerii pod Moną Lisą we Wrocławiu w 1968 r., a następnie w 1970 r. na Sympozjum Plastycznym Wrocław '70. Fotografia z kolekcji MWW
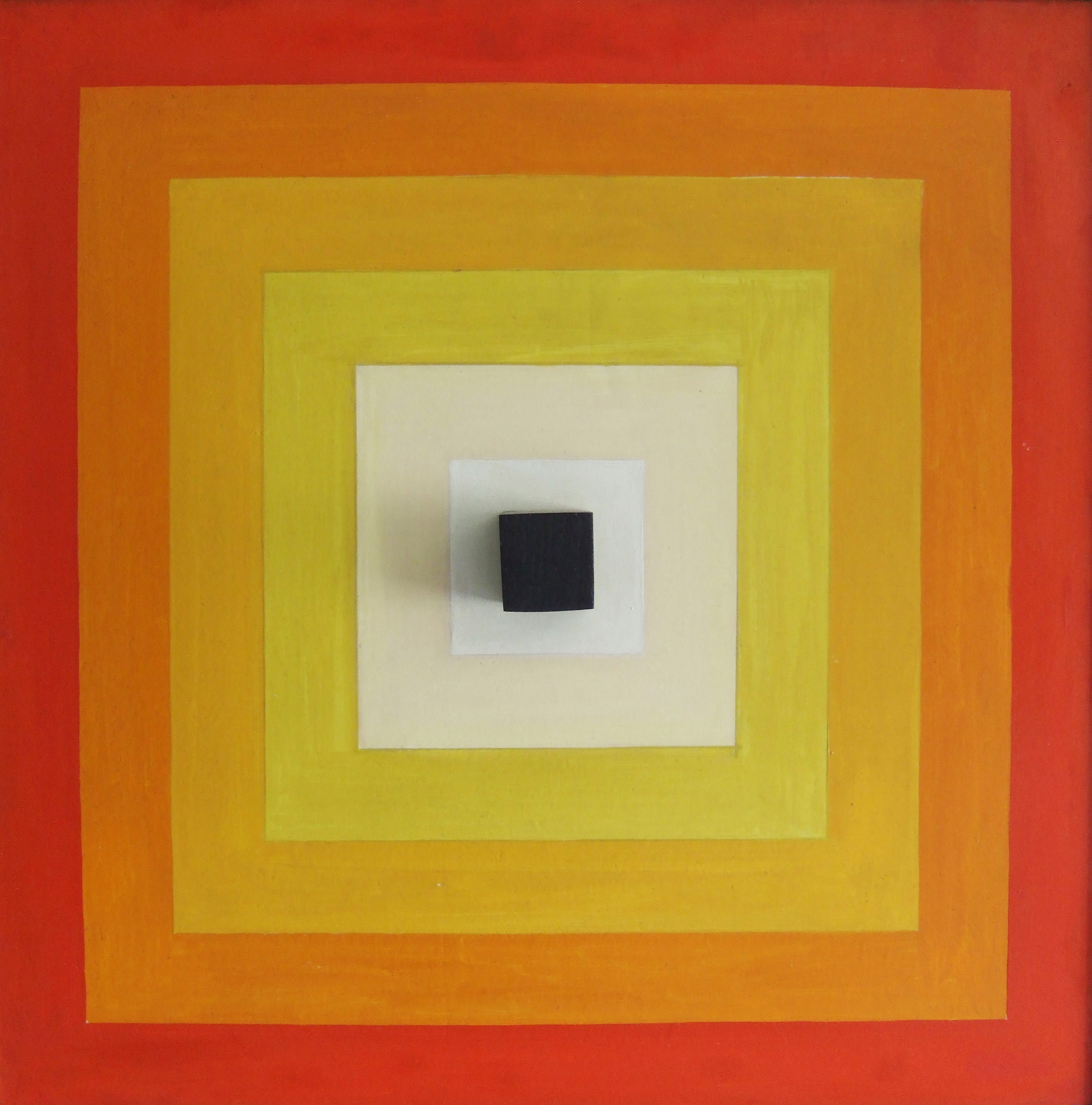
Tablica z kwadratami I, 1969
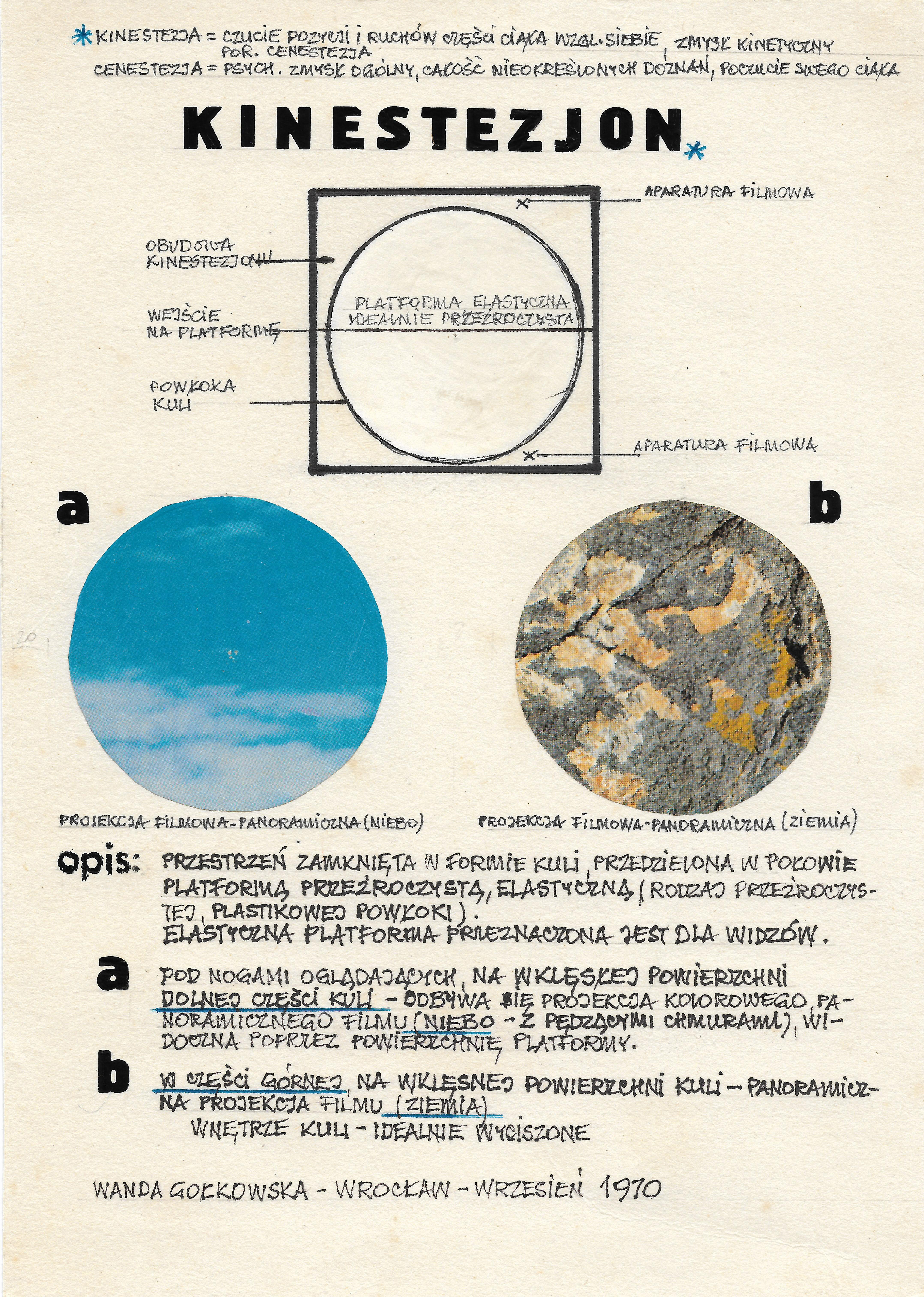
Kinestezjon, 1970
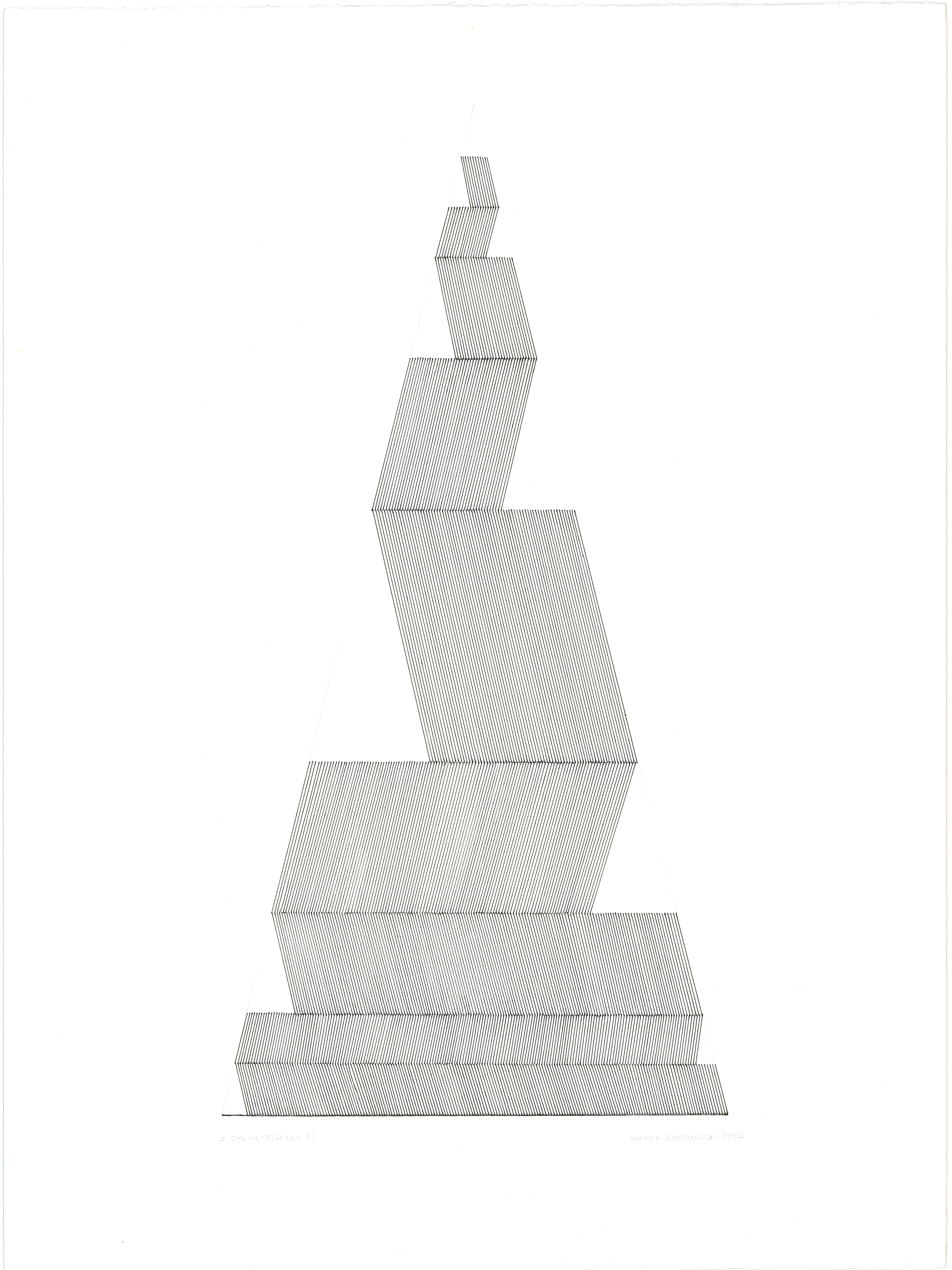
Figury Fi, 1997